# Цанцару
Цанцару (рум. Țânțaru) је насеље у општини Бутојешти у жупанији Мехединци у Румунији. Према попису из 2021. у насељу је било 423 становника.

## Географија
Село се налази на крајњем истоку жупаније Мехединци, близу границе са жупанијом Долж. Смештено је у долини потока Цанцар.

## Историја
Цанцару се први пут помиње 1819. године као посед манастира Мотру са 81 породицом која је плаћала порез.
У селу се налази црква Светог Николе изграђена 1784. године која је заштићена као историјски споменик. Помиње се 6. децембра 1834. године као задужбина Думитруа, сина Станчуа Гаме. Обновљена је 1846. и 1921. године.

## Становништво
| 1992. | 2002. | 2011. | 2021. |
| ----- | ----- | ----- | ----- |
| 361   | 366   | 419   | 423   |

Цанцару је према попису из 2021. имала 423 становника што је за 4 више (+0,95%) у односу на попис из 2011. када је у насељу било 419 становника.
Према попису из 2011. већину становништва су чинили Румуни (72,32%), а од мањина је највише било Рома (25,30%).
| Етнички састав према попису из 2011.‍ | Етнички састав према попису из 2011.‍ | Етнички састав према попису из 2011.‍ | Етнички састав према попису из 2011.‍ | Етнички састав према попису из 2011.‍ |
| ------------------------------------ | ------------------------------------ | ------------------------------------ | ------------------------------------ | ------------------------------------ |
|                                      |                                      |                                      |                                      |                                      |
| Румуни                               | Румуни                               |                                      | 303                                  | 72,32%                               |
| Роми                                 | Роми                                 |                                      | 106                                  | 25,30%                               |
| Непознато                            | Непознато                            |                                      | 10                                   | 2,39%                                |